# Irene Schori
Pour les articles homonymes, voir Schori.
Irene Schori est une curleuse suisse née le 4 décembre 1983 à Zurich.

## Biographie
Irene Schori remporte avec Toni Müller la médaille d'or au Championnat du monde double mixte de curling 2008 à Vierumäki et au Championnat du monde double mixte de curling 2009 à Cortina d'Ampezzo.
Elle participe aux Jeux olympiques de 2010 à Vancouver, terminant quatrième du tournoi féminin.
Elle est médaillée de bronze aux Championnats d'Europe de curling 2010 et médaillée d'or aux Championnats d'Europe de curling 2014 à Champéry. Elle remporte le Championnat du monde féminin de curling 2014 à Saint-Jean et le Championnat du monde féminin de curling 2016 à Swift Current.